# Tarcowie
Tarcowie är en ort i Australien. Den ligger i kommunen Northern Areas och delstaten South Australia, omkring 220 kilometer norr om delstatshuvudstaden Adelaide. Antalet invånare är 218.
Trakten runt Tarcowie är nära nog obefolkad, med mindre än två invånare per kvadratkilometer.. Närmaste större samhälle är Booleroo Centre, omkring 17 kilometer nordväst om Tarcowie. 
Trakten runt Tarcowie består till största delen av jordbruksmark. Genomsnittlig årsnederbörd är 472 millimeter. Den regnigaste månaden är maj, med i genomsnitt 72 mm nederbörd, och den torraste är december, med 12 mm nederbörd.